# 圖奇諾
圖奇諾（波蘭語：Tuczno）是波蘭的城鎮，位於該國西北部，距離首府什切青138公里，由西波美拉尼亞省負責管轄，面積9.28平方公里，2006年人口1,965。在第一次瓜分波蘭中，該鎮在1772年被納入普魯士王國管治範圍。
53°11′N 16°09′E / 53.183°N 16.150°E